# Sankt Pölten

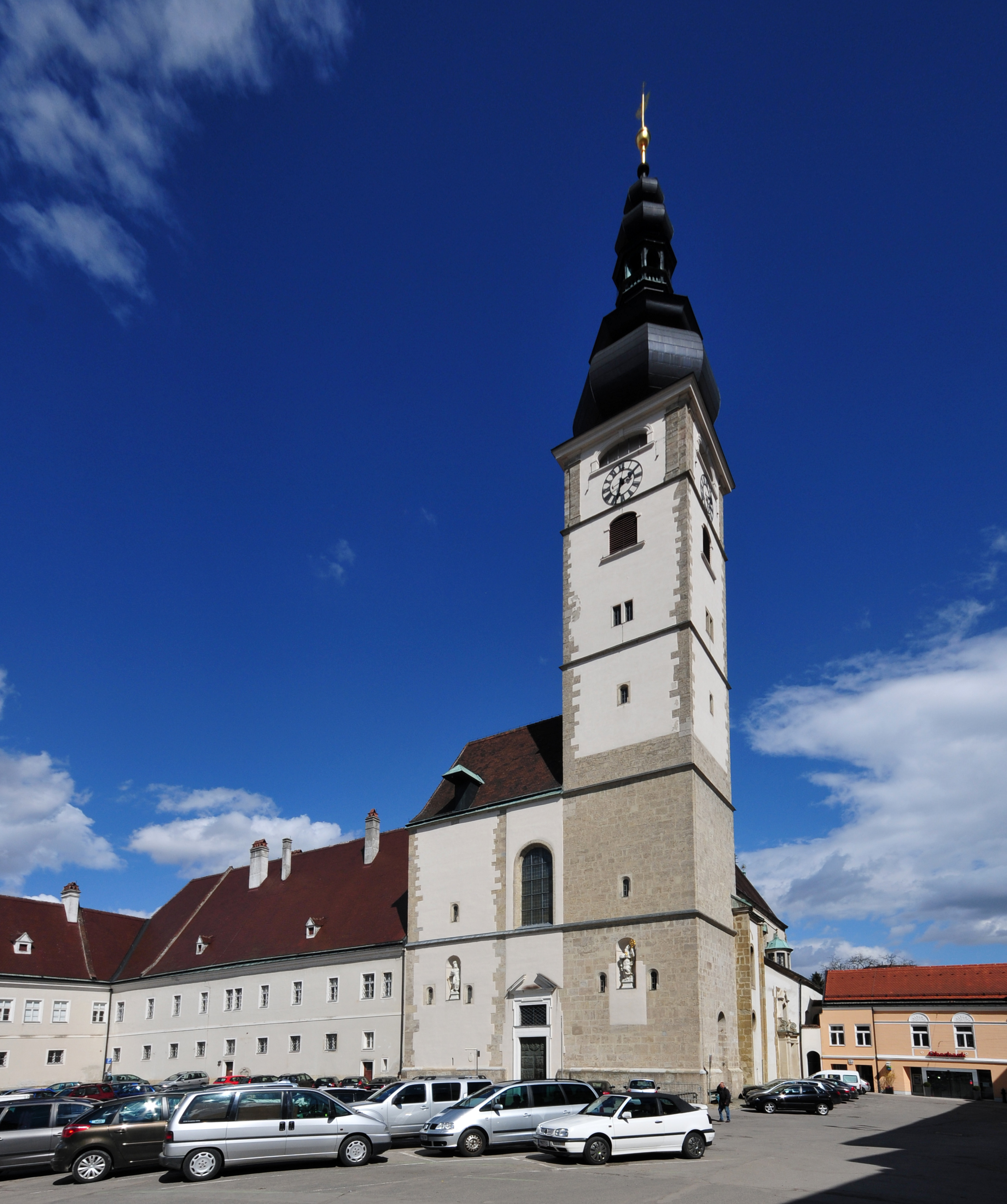

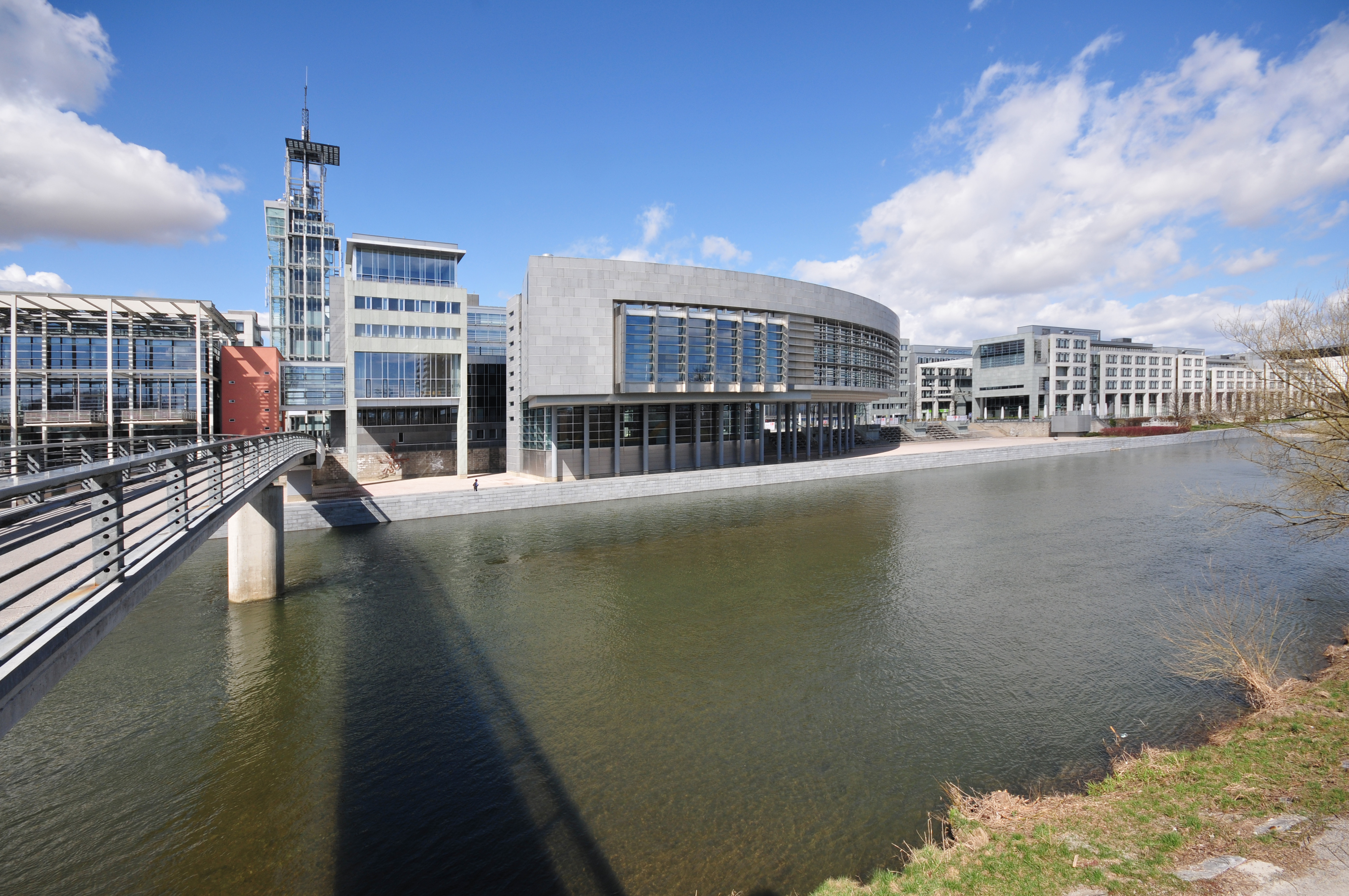
Landhaus

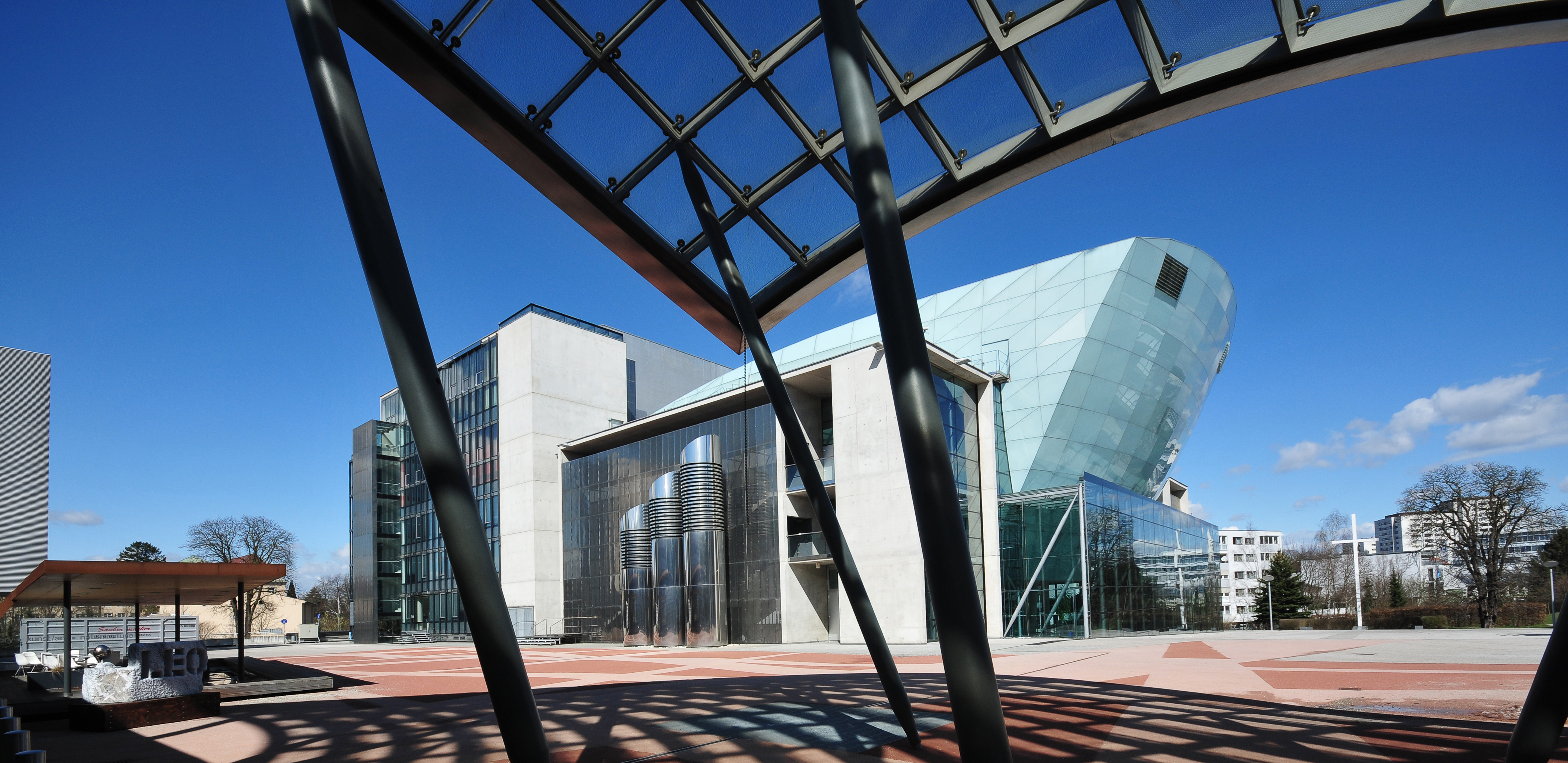
Festspielhaus

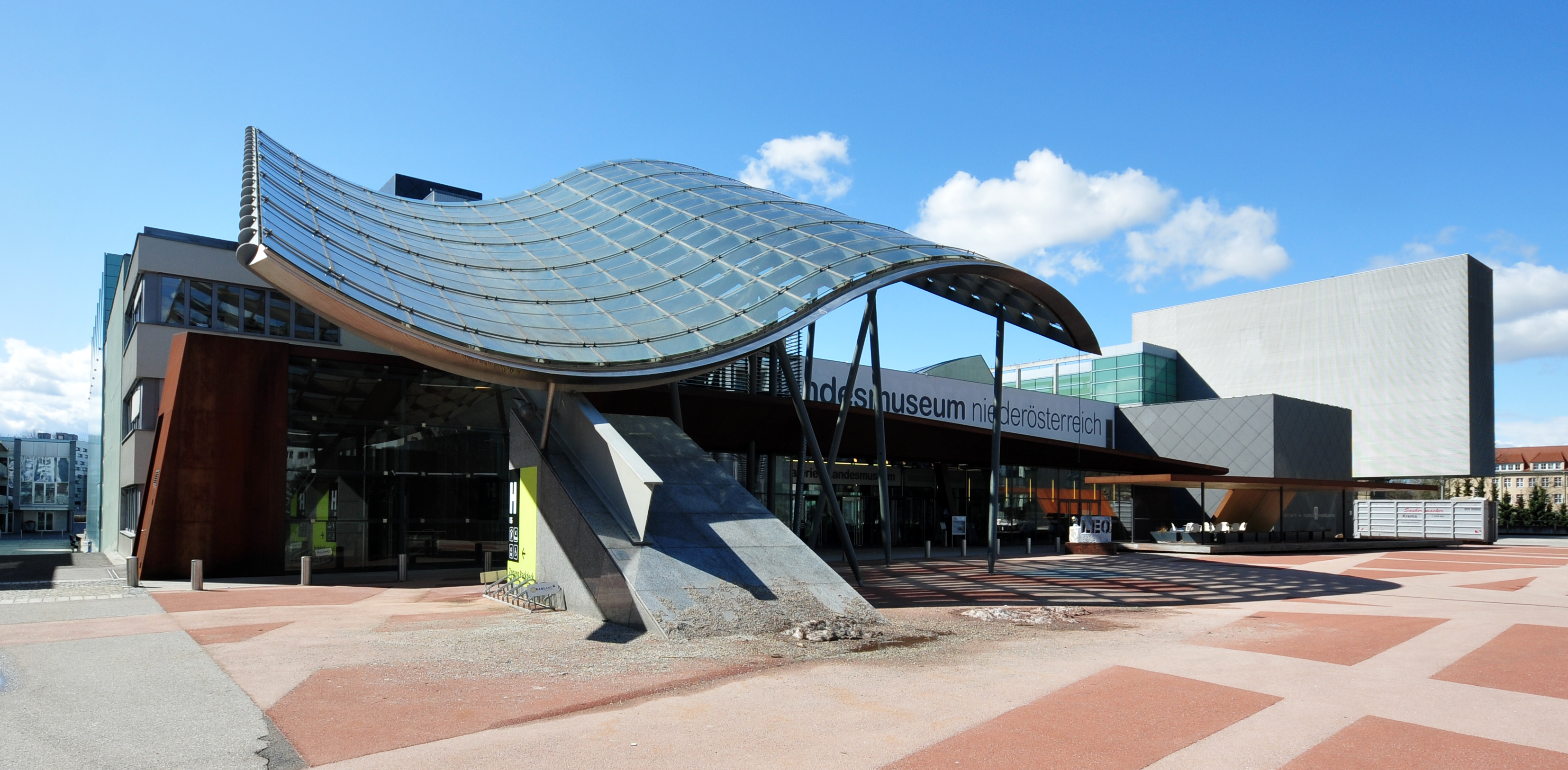
Landesmuseum

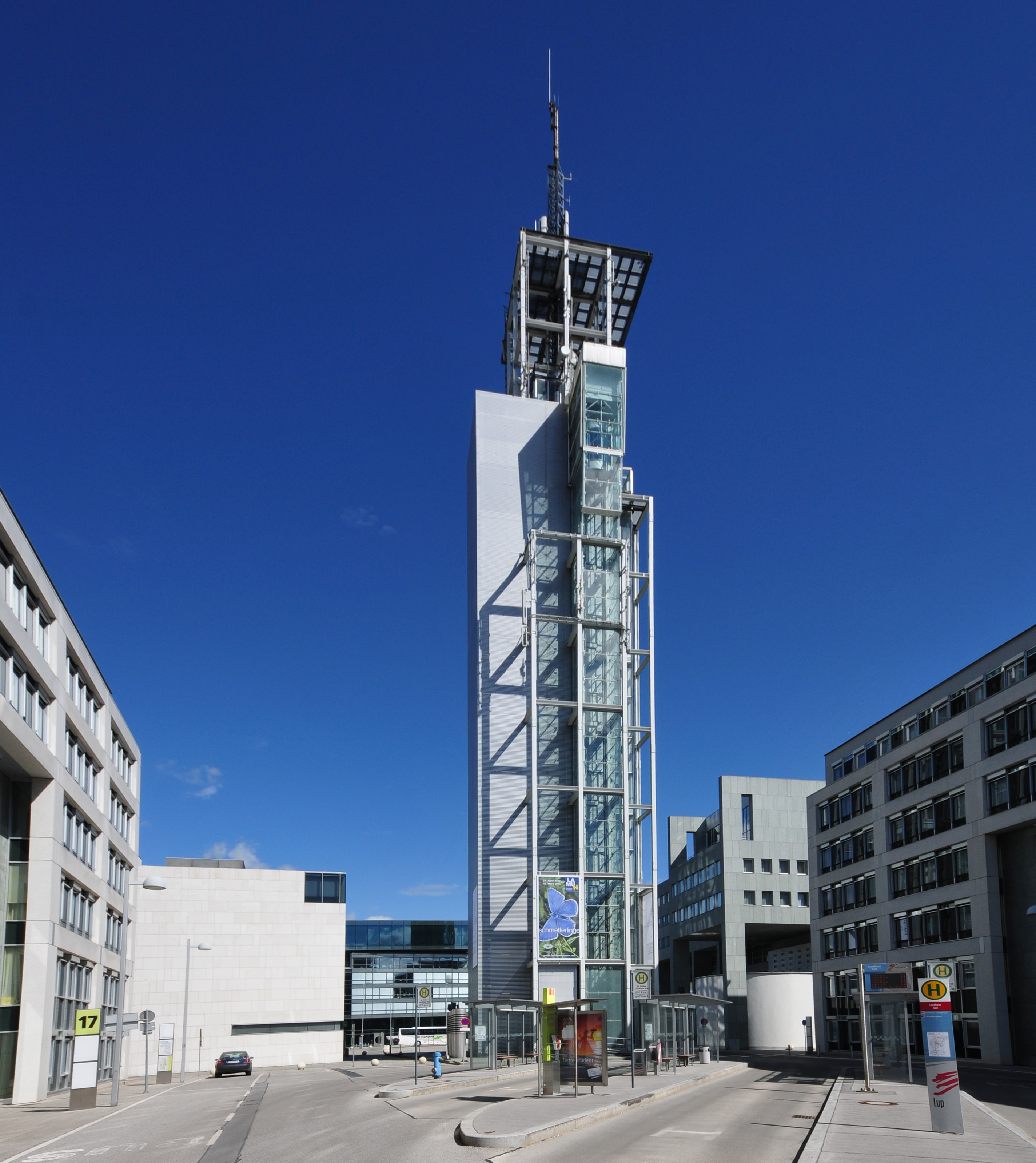
Klangturm

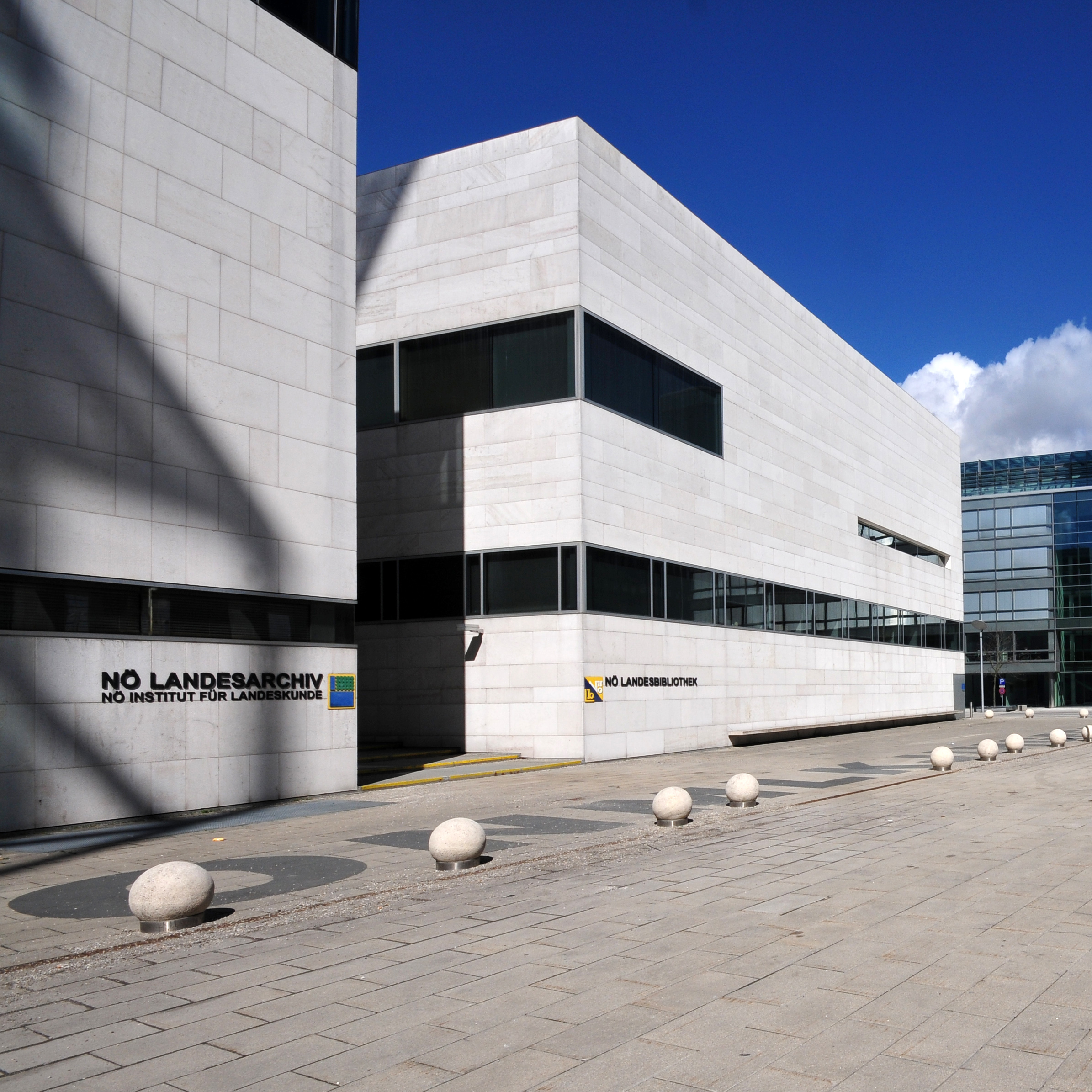
Landesbibliothek

Sankt Pölten (röviden St. Pölten, ritkán használt magyar neve Szentpöltény) az osztrák Alsó-Ausztria szövetségi tartomány fővárosa és több mint 50 ezer lakójával legnagyobb városa is. A Sankt Pölten-i egyházmegye püspöki székvárosa. Ausztria legifjabb tartományi fővárosa, régóta lakott területen terül el. A város virágkorát a 17. században élte.

## Fekvése
St. Pölten a Traisen folyó partján, Alsó-Ausztria tartomány központi részén fekszik. A tengerszint feletti magassága 272 méter. A város a Wachau tájegységtől délre, az Alpoktól pedig északra terül el.

## Történelme
A mai óváros területén a 2. és 4. század között Aelium Cetium nevű római település állt. 799-ben már Treisma-nak hívták. Sankt Pölten 1050-ben vált hivatalosan várossá. 1494-ig Sankt Pölten a Passaui egyházmegye részét képezte, azután az állam tulajdona lett. 771-ben Benedek-rendi kolostort alapítottak. A város 1986. július 10-én az alsó-ausztriai parlament határozata által Alsó-Ausztria fővárosa lett. Alsó-Ausztria kormánya 1997 óta székel itt.
A várost Római Szent Hippolütoszról nevezték el. Először Sankt Hippolytnak hívták, majd Sankt Polyt és végül Sankt Pölten lett a neve.

## Közlekedés

### Vasút
A város Ausztria legforgalmasabb fővonalán, a Westbahnon fekszik, így nagyon jó vasúti kapcsolata van mind Béccsel, mind Salzburggal. Bécs mindössze 22 percnyi vonatútra található a várostól.
Az állomásról több vasútvonal is indul vagy halad át rajta:
- Leobersdorfer Bahn;
- Mariazellerbahn, keskeny nyomtávú;
- Tullnerfelder Bahn;
- Westbahn.

### Autóbusz
St. Pöltennek 13 autóbuszvonala van. Tizenegy vonal (1, 2, 3, 4, 5, 6, 7, 8, 9, 12, 13) érinti a Hauptbahnhofot, kiváló átszállási lehetőséget biztosítva a vasútra is, és csak kettő kerüli el (10, 11), melyek a város déli részét tárják fel.

### Villamos
A városban 1911 és 1976 között villamos is közlekedett. A sínek helyére többnyire kerékpárút épült.

## Kultúra és látnivalók
Az óváros mesés tereit barokk és szecessziós épületek díszítik. Az egyik legnagyobb látványosság a városháza, de jelentős az egykori zsinagóga és mindezek modern ellenpontjai, a modern kormányzati és kulturális negyed kortárs építészeti remekei.
- Városháza: a város jelképe. Több építészeti stílus felfedezhető az épületen: romantika, reneszánsz, barokk, gótika.
- Dóm: Jakob Prandtauer, Matthias Steinl és Joseph Munggenast barokká alakított, korábban román stílusú alkotása. A templom román tornya 77 m magas.
- Az angolkisasszonyok Intézete: az 1707-ben megnyitott intézet gyönyörű barokk homlokzatával a tartomány egyik legszebb épülete.
- Ferences-templom
- Nemzeti színház
- Riemerplatz
- Herrenplatz
- Olbrich-ház
- egykori zsinagóga
- Pottenbrunn-kastély
- Wasserburg-kastély
- Ochsenburg-kastély

### Modern építészet
- Landtagsschiff: a hajó alakú épület az alsó-ausztriai kormány székhelye.
- Festspielhaus: koncertterem és színpad 1100 férőhellyel.
- NÖ Landesmuseum: a tartomány multimédiás nemzeti múzeuma.
- Klangturm: a tartományi parlament látogatható harangtornya.

### Múzeumok
- Diözesanmuseum
- Museum im Hof
- Nemzeti Múzeum
- Alsó-Ausztria modern művészeti dokumentációs központja
- Városi Múzeum
- Püspöki udvar
- Történeti múzeum
- Városháza
- Munkásmúzeum

## Híres pölteniek
- Franz Aigner, fizikus
- Hans Bankl, a patológiai anatómia professzora
- Konrad Berger, író
- Franz Binder („Bimbo”), labdarúgó
- Alfred Brader, politikus
- Franz Chmel, szájharmonika-virtuóz
- Manfred Deix, karikaturista és kritikus
- Jörg Demus, világhírű zongorista
- Adolf Eigl, a II. világháború utáni első felső-ausztriai kormányzó
- Maria Emhart, politikus
- Martin Fiala, komponista
- Götz László, emigráns magyar orvos, autodidakta nyelvtörténész
- Alfred Gusenbauer, osztrák kancellár
- Renate Habinger, grafikus, illusztrátor
- Christian Häckl, meteorológus
- Tom Haydn, énekes
- Rudolf Kriesch, festő és grafikus
- Erwin Leder, színész
- Mario Ranieri, producer, Hard techno DJ
- Johann Josef Schindler, festő és grafikus
- Günther Stingl, író
- Bernhard Wicki, színész és filmrendező
- Manfred Wieninger, költő

## Testvérvárosok
A település több várossal is kiépített testvérvárosi kapcsolatot az alábbiak szerint:
- Nyíregyháza, Magyarország
- Altoona, Amerikai Egyesült Államok
- Brno, Csehország
- Clichy-la-Garenne, Franciaország
- Heidenheim, Németország
- Kurasiki, Japán
- Vuhan, Kína

## Sankt Pölten képekben
|  |  |  |